# Rennell i Bellona
Pel que fa a la deessa de la mitologia romana vegeu Bel·lona.
Rennell i Bellona és una província de Salomó que consta de dos atols: Rennell, o Mu Nggava, i Bellona, o Mu Ngiki.
Rennell és l'illa més meridional de Salomó. Tigoa, a l'illa de Rennell, és la capital de la província. La població total de la província era de 2.377 habitants el 1999.
Encara que geogràficament són a la Melanèsia, les dues illes són habitades per polinesis i es consideren com a illes perifèriques polinèsies. La llengua de les illes pertany al grup polinesi de llengües samoiques. Els atols van ser descoberts pels mariners anglesos del vaixell mercant Bellona, el 1796.